# Pseudochirulus canescens
Pseudochirulus canescens is een zoogdier uit de familie van de kleine koeskoezen (Pseudocheiridae). De wetenschappelijke naam van de soort werd voor het eerst geldig gepubliceerd door George Robert Waterhouse in 1846.

## Voorkomen
De soort komt voor in Indonesië en Papoea-Nieuw-Guinea.